# 이가라시 마사토
이가라시 마사토(일본어: 五十嵐 理人, 1999년 6월 13일~)는 일본의 축구 선수이다.

## 구단 경력
그는 2021년 J2리그의 도치기 SC에 입단했고, 3년동안 팀에서 뛰었다. 2023년까지 16경기에 출전. 2023년 8월 일본 풋볼 리그의 레일락 시가 FC로 이적했다.